# Curly (Sängerin)
Curly (bürgerlich Corinna Riti) ist eine deutsche Sängerin. Ihr Pseudonym rührt von ihrer lockigen Frisur her, die ihr Markenzeichen ist.

## Leben
Curly wurde als Corinna in Bietigheim-Bissingen bei Stuttgart geboren. Ihr Vater ist Sizilianer, ihre Mutter Afroamerikanerin. Als Kind erhielt sie Gesangsunterricht und sang mit zwölf Jahren in lokalen Bands. Nebenbei begann sie zu tanzen und nahm an Kursen der New York City Dance School in Stuttgart teil. Während eines Konzertes von Prince and The New Power Generation lernte sie Prince Backstage kennen. Dies brachte ihr eine Rolle in seinem Video I Wanna Melt With U (1992) und einen Aufenthalt in seinem Paisley Park Studio in Chanhassen ein. Nach dem Abitur reiste Curly nach New York und Wien, um ihre Tanz- und Gesangskarriere voranzutreiben. Nach der Rückkehr nach Deutschland arbeitete sie in Frankfurt am Main bei Hit Radio FFH und Planet Radio. Später moderierte sie bei Antenne Bayern und BigFM.
Während der ersten Staffel der Castingshow Popstars 2000 agierte Curly als Moderatorin für das Frankfurter Casting. Durch Zufall und unter Mithilfe ihrer Kollegen landete sie jedoch selbst beim Casting. Am Ende schied sie als eine der Letzten aus und verpasste somit nur knapp ein Engagement bei den No Angels. Daraufhin nahm sich Ex-Dschinghis-Khan-Sänger Leslie Mandoki ihrer als Produzent an und nahm mit Curly ein Album auf. Dieses hieß Natural, kam 2001 auf den Markt und war eine Popmusik-LP geprägt von indischen Musikeinflüssen. Die erfolgreichsten Auskopplungen waren Don’t Walk Away und Beautiful Lies. Ersteres Lied wurde zudem für das Album Stars Inspired by Atlantis zum Disney-Film Atlantis – Das Geheimnis der verlorenen Stadt verwendet. Darüber hinaus wurde das letzte Lied Stay als Titelsong der ARD-Telenovela Sturm der Liebe verwendet.